# Saint-Pierre-d’Entremont (Savoie)
Saint-Pierre-d’Entremont település Franciaországban, Savoie megyében. Lakosainak száma 404 fő (2022. január 1.). Saint-Pierre-d’Entremont Entremont-le-Vieux, Sainte-Marie-du-Mont, Saint-Pierre-d’Entremont és Corbel községekkel határos.

## Népesség
A település népessége az elmúlt években az alábbi módon változott:
| Lakosok száma | 417  | 426  | 456  | 457  | 456  | 451  | 447  | 426  | 404  |
|               | 2013 | 2015 | 2016 | 2017 | 2018 | 2019 | 2020 | 2021 | 2022 |